# John Starks
John Levell Starks (Tulsa, 10 agosto 1965) è un ex cestista e allenatore di pallacanestro statunitense.
Giocava come guardia tiratrice ed è stato tra le stelle dei New York Knicks negli anni novanta. È ritenuto uno dei migliori undrafted di tutti i tempi.

## Carriera

### Inizi
Uscito dall'Oklahoma State University, Starks non riuscì ad entrare immediatamente nell'NBA in quanto non fu scelto al Draft NBA 1988. Fino a 23 anni giocò nella Continental Basketball Association e nella World Basketball Association, due campionati minori statunitensi. Nel 1988 fu acquistato dai Golden State Warriors, che dovette lasciare per i contrasti con l'allenatore Don Nelson.

### New York Knicks e la svolta
Nel 1990 i New York Knicks gli diedero una possibilità. Nei primi giorni con i newyorkesi, Starks provò a schiacciare in testa a Patrick Ewing. Nel tentativo si ruppe il ginocchio, e per questo i New York Knicks non poterono tagliarlo, dovendo aspettare che si rimettesse in salute. Infatti Starks è da allora sempre grato a Ewing per quell'episodio. Successivamente riuscì a farsi notare sul campo dal suo allenatore Pat Riley.
Tolto il posto alla guardia titolare Gerald Wilkins, John Starks divenne il punto di forza dei Knicks fino al 1998. Partecipò al NBA Slam Dunk Contest nel 1992 e fu tra i protagonisti dei play-off 1993, contro i Chicago Bulls e della finale NBA del 1994 contro gli Houston Rockets di Hakeem Olajuwon. In gara-7 contro i Rockets Starks fu protagonista in negativo in quanto segnò 2 tiri su 18 dal campo, di cui 0 (su 11 totali) da 3. Nel 1995-96 sulla panchina di New York arrivò Nelson, che lo aveva messo da parte a Oakland. Finito in panchina, Starks rientrò nel quintetto base solo dopo l'esonero dell'allenatore. La stagione successiva aiutò il neo-acquisto Allan Houston ad inserirsi ed in seguito a sostituirlo come titolare. Starks continuò comunque a farsi notare, vincendo l'NBA Sixth Man of the Year Award.

### Ultimi anni
Nel gennaio 1999 tornò ai Golden State Warrios, venendo ceduto con Chris Mills e Terry Cummings per Latrell Sprewell. Chiuse la carriera con mezza stagione ai Chicago Bulls e un biennio agli Utah Jazz.

## Dopo il ritiro
Nel 2004 è uscita la sua autobiografia: John Starks: my life. Attualmente lavora come commentatore televisivo.

## Statistiche

### NCAA
| Anno    | Squadra     | PG | PT | MP   | TC%  | 3P%  | TL%  | RP  | AP  | PRP | SP | PP   |
| ------- | ----------- | -- | -- | ---- | ---- | ---- | ---- | --- | --- | --- | -- | ---- |
| 1987-88 | OSU Cowboys | 30 | -  | 32,7 | 49,7 | 38,0 | 83,8 | 4,7 | 4,6 | -   | -  | 15,4 |

### NBA

#### Regular season
| Anno      | Squadra       | PG  | PT  | MP   | TC%  | 3P%  | TL%   | RP  | AP  | PRP | SP  | PP   |
| --------- | ------------- | --- | --- | ---- | ---- | ---- | ----- | --- | --- | --- | --- | ---- |
| 1988-1989 | G.S. Warriors | 36  | 0   | 8,8  | 40,8 | 38,5 | 65,4  | 1,1 | 0,8 | 0,6 | 0,1 | 4,1  |
| 1990-1991 | N.Y. Knicks   | 61  | 10  | 19,2 | 43,9 | 29,0 | 75,2  | 2,1 | 3,3 | 1,0 | 0,3 | 7,6  |
| 1991-1992 | N.Y. Knicks   | 82  | 0   | 25,8 | 44,9 | 34,8 | 77,8  | 2,3 | 3,4 | 1,3 | 0,2 | 13,9 |
| 1992-1993 | N.Y. Knicks   | 80  | 51  | 31,0 | 42,8 | 32,1 | 79,5  | 2,6 | 5,1 | 1,1 | 0,2 | 17,5 |
| 1993-1994 | N.Y. Knicks   | 59  | 54  | 34,9 | 42,0 | 33,5 | 75,4  | 3,1 | 5,9 | 1,6 | 0,1 | 19,0 |
| 1994-1995 | N.Y. Knicks   | 80  | 78  | 34,1 | 39,5 | 35,5 | 73,7  | 2,7 | 5,1 | 1,2 | 0,1 | 15,3 |
| 1995-1996 | N.Y. Knicks   | 81  | 71  | 30,8 | 44,3 | 36,1 | 75,3  | 2,9 | 3,9 | 1,3 | 0,1 | 12,6 |
| 1996-1997 | N.Y. Knicks   | 77  | 1   | 26,5 | 43,1 | 36,9 | 76,9  | 2,7 | 2,8 | 1,2 | 0,1 | 13,8 |
| 1997-1998 | N.Y. Knicks   | 82  | 10  | 26,7 | 39,3 | 32,7 | 78,7  | 2,8 | 2,7 | 1,0 | 0,1 | 12,9 |
| 1998-1999 | G.S. Warriors | 50  | 50  | 33,7 | 37,0 | 29,0 | 74,0  | 3,3 | 4,7 | 1,4 | 0,1 | 13,8 |
| 1999-2000 | G.S. Warriors | 33  | 30  | 33,6 | 37,8 | 34,8 | 83,3  | 2,8 | 5,2 | 1,1 | 0,1 | 14,7 |
| 1999-2000 | Chicago Bulls | 4   | 0   | 20,5 | 32,4 | 30,0 | 100,0 | 2,5 | 2,8 | 1,3 | 0,3 | 7,5  |
| 2000-2001 | Utah Jazz     | 75  | 64  | 28,3 | 39,8 | 35,2 | 80,2  | 2,1 | 2,4 | 1,0 | 0,1 | 9,3  |
| 2001-2002 | Utah Jazz     | 66  | 1   | 14,1 | 36,8 | 30,5 | 80,5  | 1,0 | 1,1 | 0,5 | 0,0 | 4,4  |
| Carriera  | Carriera      | 866 | 420 | 27,2 | 41,2 | 34,0 | 76,9  | 2,5 | 3,6 | 1,1 | 0,1 | 12,5 |
| All-Star  | All-Star      | 1   | 0   | 20,0 | 44,4 | 33,3 | -     | 3,0 | 3,0 | 1,0 | 0,0 | 9,0  |

#### Play-off
| Anno     | Squadra     | PG | PT | MP   | TC%  | 3P%  | TL%   | RP  | AP  | PRP | SP  | PP   |
| -------- | ----------- | -- | -- | ---- | ---- | ---- | ----- | --- | --- | --- | --- | ---- |
| 1991     | N.Y. Knicks | 3  | 0  | 9,3  | 40,0 | -    | 100,0 | 1,0 | 2,0 | 0,0 | 0,0 | 2,0  |
| 1992     | N.Y. Knicks | 12 | 0  | 24,6 | 37,4 | 23,9 | 80,8  | 2,5 | 3,2 | 1,4 | 0,0 | 12,1 |
| 1993     | N.Y. Knicks | 15 | 15 | 38,3 | 44,0 | 37,3 | 71,7  | 3,5 | 6,4 | 1,0 | 0,2 | 16,5 |
| 1994     | N.Y. Knicks | 25 | 18 | 33,6 | 38,1 | 35,6 | 77,0  | 2,3 | 4,6 | 1,4 | 0,1 | 14,6 |
| 1995     | N.Y. Knicks | 11 | 11 | 34,5 | 45,0 | 41,1 | 61,9  | 2,3 | 5,2 | 1,2 | 0,1 | 15,6 |
| 1996     | N.Y. Knicks | 8  | 8  | 39,3 | 44,8 | 46,7 | 74,4  | 3,6 | 4,1 | 1,6 | 0,1 | 16,0 |
| 1997     | N.Y. Knicks | 9  | 1  | 28,1 | 44,4 | 31,7 | 80,6  | 3,4 | 2,8 | 1,1 | 0,0 | 14,0 |
| 1998     | N.Y. Knicks | 10 | 2  | 31,4 | 47,2 | 42,4 | 87,5  | 4,0 | 2,3 | 1,6 | 0,1 | 16,4 |
| 2001     | Utah Jazz   | 3  | 0  | 12,0 | 33,3 | 25,0 | 100,0 | 1,0 | 0,3 | 0,3 | 0,3 | 3,7  |
| Carriera | Carriera    | 96 | 55 | 31,6 | 42,1 | 37,1 | 75,9  | 2,8 | 4,1 | 1,3 | 0,1 | 14,2 |

#### Massimi in carriera
- Massimo di punti: 39 (2 volte)[9]
- Massimo di rimbalzi: 11 vs Miami Heat (16 maggio 1997)
- Massimo di assist: 14 vs Los Angeles Lakers (26 marzo 1993)
- Massimo di palle rubate: 7 vs Boston Celtics (9 aprile 1996)
- Massimo di stoppate: 3 vs Minnesota Timberwolves (23 dicembre 1991)
- Massimo di minuti giocati: 56 vs Orlando Magic (14 febbraio 1993)

## Palmarès
- NBA Sixth Man of the Year Award (1997)
- NBA All-Defensive Second Team (1993)
- NBA All-Star (1994)

## Opere
- John Starks e Dan Markowitz, My Life, ed. illustrata, Sports Publishing LLC, 2004, ISBN 978-15-82-61802-9.